# Adács
Adács è un comune dell'Ungheria di 2.944 abitanti (dati 2001). È situato nella contea di Heves.